# Pierre Carnac
 (mars 2017).
Si vous disposez d'ouvrages ou d'articles de référence ou si vous connaissez des sites web de qualité traitant du thème abordé ici, merci de compléter l'article en donnant les références utiles à sa vérifiabilité et en les liant à la section « Notes et références ».
Pierre Carnac est le nom de plume de l'historien des sciences, écrivain et conférencier français d'origine roumaine Doru Todericiu qui explore dans ses livres le thème de l'histoire et la pseudohistoire. Doru Todericiu est né à Piatra Neamț, en Moldavie (Roumanie) le 19 juillet 1921 et est mort au Mans, en (France), le 9 avril 2008.

## Jeunesse
Doru Todericiu est initialement ingénieur chimiste à l'école Polytechnique de Bucarest. Sa carrière d'écrivain à succès commence en 1961 en Roumanie, lorsqu'il découvre dans les archives de la Bibliothèque de Sibiu en Transylvanie, des schémas du XVIe siècle décrivant des pétards géants (ou feux d'artifice) dus à l'artificier Conrad Hass, dont il tire matière à des articles à succès, puisqu'il fait de la Transylvanie la patrie d'origine des fusées.

## Carrière
Doru Todericiu se réfugie en France en 1970 et devient chargé de recherches au CNRS à Paris (à la Maison des Sciences de l'Homme, boulevard Raspail), puis passe un doctorat en lettres et Sciences Sociales à l'Université Paris IV en 1985. Il enseigne l'histoire des sciences et des techniques à l'École Pratique des Hautes Études et à l'Université de Genève, et est membre du Comité Lavoisier de l'Académie des sciences, mais ce parcours d'ingénieur et de professeur l'ennuie.
Il fonde la libraire-maison d'édition à caractère ésotérique Le Phénix (Bd de Sébastopol à Paris) et parallèlement se met à écrire, d'abord sous son nom, puis sous le pseudonyme de Pierre Carnac, des articles puis des livres "hétérodoxes" inspirés par les thèses de Thor Heyerdahl, de Jacques Bergier, de Serge Hutin et de Robert Charroux, sur le mégalithisme, l'histoire de la navigation, de l'aéronautique, des découvertes géographiques et des migrations, développant l'hypothèse d'une civilisation mondiale technologiquement très avancée durant le mésolithique, qui aurait été ultérieurement oubliée et même sciemment occultée par la science officielle. Auprès des éditeurs et du grand public, c'est aussitôt le succès.
Son livre le plus célèbre est L'histoire commence à Bimini (Robert Laffont, 1973), écrit après l'exploration, en 1971, du site de la Route de Bimini aux côtés de Dimitri Rebikoff, ingénieur spécialisé en photographie sous-marine. Selon Doru Todericiu, ces vestiges indiqueraient qu'on aurait affaire à un ancien port submergé, comportant des quais et une double jetée, élargie à certains endroits symétriques. Pour lui, il s'agit sans doute d'un reliquat de l'antique civilisation atlante telle que l'a décrite Platon, à la recherche de laquelle il a consacré les dernières années de sa vie.
Retiré en Normandie, Doru Todericiu préparait à la fois une trilogie sur les  symboles majeurs de la culture humaine (le cercle, le triangle et le carré) et une encyclopédie de l'étrange intitulée La science avant la Science (ces découvertes venues trop tôt que l'Histoire a oubliées) lorsqu'il est décédé en 2008.

## Ouvrages
- La préhistoire de la fusée moderne: le manuscrit de Sibiu (1400-1569), Bucarest 1961
- La Cave sculptée de Dénezé-sous-Doué, Éditions Cheminements, 2005  (ISBN 9782844784032)
- La Grande Histoire du cercle, Éditions Cheminements, 2008  (ISBN 9782844785268)
- Le Grand Livre des trésors. Histoire et emplacement des trésors de France, Éditions Dervy, 1993  (ISBN 9782850765889)
- L'histoire commence à Bimini, Éditions Robert Laffont, 1992  (ISBN 9782221017821)
- L'Atlantique (écrit avec François Pedron, Nicolas Hulot et Claude Petit), Albin Michel, 1991  (ISBN 9782226054296)
- Les Prophètes et les prophéties de tous les temps, Éditions Pygmalion, 1991  (ISBN 9782857043492)
- L' Architecture sacrée, Le message du Triangle, Éditions Jean Bouilly, 1978 et 1989  (ISBN 2-87818-003-8)
- Les Conquérants du Pacifique, Éditions Robert Laffont, 1975  (ISBN 9782221017814)
- L'Atlantide (écrit avec Claude Petit Castelli, François Pedron, Nicolas Hulot), Albin Michel  (ISBN 9782226305503).
- La symbolique des échecs, aux Éditions Henri Veyrier, Paris, 1985, 286 p. (Collection "Connaissance de l'Étrange)  (EAN 9782851993595).